# Mazouau
 Mazouau  es una población y comuna francesa, situada en la región de Mediodía-Pirineos, departamento de Altos Pirineos, en el distrito de Bagnères-de-Bigorre y cantón de La Barthe-de-Neste.

## Demografía
| 21 | 19 | 27 | 28 | 22 | 11 | 15 |
| Para los censos de 1962 a 1999 la población legal corresponde a la población sin duplicidades (Fuente: INSEE [Consultar]) |    |    |    |    |    |    |